# Marie-José Nat

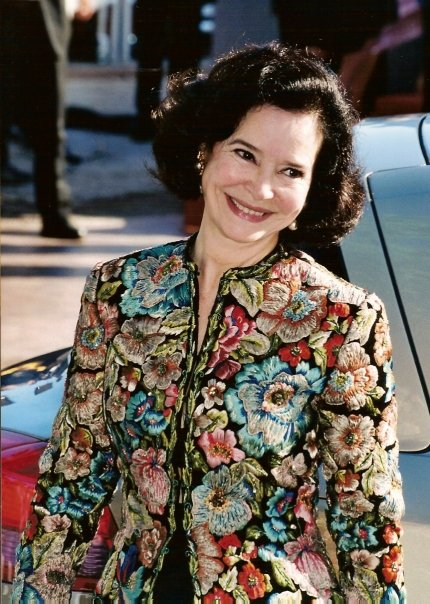
Marie-José Nat (Cannes 2002)

Marie-José Nat (* 22. April 1940 in Bonifacio, Korsika als Marie-Josée Benhalassa; † 10. Oktober 2019 in Paris) war eine französische Schauspielerin.
Sie gewann den ersten Preis bei einem Radio-Wettbewerb und erhielt ein Stipendium für eine Schauspielausbildung an der Pariser Schauspielschule Cours Simon. Daneben arbeitete sie als Mannequin.
Ihren ersten Filmauftritt hatte sie 1956 als Ballettmädchen in Schuld und Sühne. Bekannt vor allem durch Denys de La Patellières Wiesenstraße Nr. 10 und André Cayattes zweiteiligen Film Mein Tage mit Pierre – Meine Nächte mit Jacqueline, wurde sie bevorzugte Protagonistin ihres Ehemanns Michel Drach (Amélie oder die Zeit zu lieben, Elise oder das wahre Leben, Die Geigen des Balls, Eine einfache Vergangenheit). Im TV-Film Die Rosenbergs dürfen nicht sterben spielte sie neben Gilles Ségal die Ethel Rosenberg. Zu ihren späteren Arbeiten zählte die Sura in Zug des Lebens (1998) und Christophe Malavoys Liebende sind unsterblich (2004). Ab Beginn der 1960er Jahre trat Nat auch in Theaterstücken auf.
Für Die Geigen des Balls erhielt sie bei den Internationalen Filmfestspielen in Cannes 1974 den Preis als beste Darstellerin, ebenso 1978 für Die einfache Vergangenheit beim Internationalen Filmfestival Karlovy Vary (ex aequo mit Marisol (Schauspielerin)).

## Filmografie (Auswahl)
- 1956: Schuld und Sühne (Crime et châtiment)
- 1956: Für Männer verboten (Club de femmes)
- 1957: Mädchenfalle (Donnez-moi ma chance)
- 1959: Nach gewissen Nächten (Secret professionnel)
- 1959: Wiesenstraße Nr. 10 (Rue des Prairies)
- 1960: Die Französin und die Liebe (La française et l’amour)
- 1960: Die Wahrheit (La vérité)
- 1961: Die Drohung (La menace)
- 1961: Amelie oder die Zeit zum Lieben (Amélie ou le temps d’aimer)
- 1962: Lehrjahre der Liebe (L'éducation sentimentale)
- 1962: Die sieben Hauptsünden (Les sept péchés capitaux)
- 1963: Meine Tage mit Pierre (Jean-Marc ou La vie conjugale)
- 1963: Meine Nächte mit Jacqueline (Françoise ou La vie conjugale)
- 1964: Gelegenheitskauf (La bonne occase)
- 1965: Tagebuch einer Frauenärztin (Le journal d’une femme en blanc)
- 1966: Für eine Handvoll Diamanten (Safari diamants)
- 1967: Kampf der Titanen gegen Rom (Dacii)
- 1972: Am Tor zur Freiheit liegt der Totenschein (Embassy)
- 1972: Julia von Mogador (Les gens de Mogador) (Serie)
- 1974: Die Geigen des Balls (Les violons du bal)
- 1975: Die Rosenbergs dürfen nicht sterben (Les Rosenberg ne doivent pas mourir)
- 1977: Die einfache Vergangenheit (Le passé simple)
- 1981: Der Ungehorsam (La disubbidienza)
- 1981: Geliebte Anna (Anna)
- 1989: Rio Negro
- 1998: Zug des Lebens (Train de vie)
- 2003: Als ich sieben war (L’année de mes sept ans)
- 2004: Liebende sind unsterblich (Ceux qui aiment ne meurent jamais)
- 2006: L’oncle de Russie
- 2007: Winnetou darf nicht sterben (Dokumentarfilm)